# Тіотімолін
Ті́отімолі́н — хімічна сполука, вигадана американським письменником-фантастом Айзеком Азімовим. Вперше була описана в оповіданні, що є пародією на наукове дослідження «Ендохронні властивості ресублімованого тіотімоліна» в 1948 році. Головною особливістю цієї хімічної речовини є її «ендохронність»: властивість розчинятися у воді ще до змішування з водою. Через розміщення однієї з двох осей валентних зв'язків не на просторовій осі, а на часовій.
Азімов написав ще три оповідання про властивості або використання тіотімоліну.